# Kepler-23
Kepler-23 là một ngôi sao ở phía bắc chòm sao của Thiên Nga, con thiên nga, đó là quay quanh bởi một hành tinh được tìm thấy là rõ ràng trong phạm vi của ngôi sao vùng sinh sống. Với độ lớn trực quan biểu kiến là 14,0, ngôi sao này quá mờ để có thể nhìn thấy bằng mắt thường.
| Thiên thể đồng hành (thứ tự từ ngôi sao ra) | Khối lượng             | Bán trục lớn (AU) | Chu kỳ quỹ đạo (ngày) | Độ lệch tâm | Độ nghiêng | Bán kính          |
| ------------------------------------------- | ---------------------- | ----------------- | --------------------- | ----------- | ---------- | ----------------- |
| b                                           | 0.478+0.010 −0.0091 MJ | 0.075             | 7.106995              | —           | —          | 0.1511± 0.0068 RJ |
| c                                           | 0.189+0.036 −0.033 MJ  | 0.099             | 10.742434             | —           | —          | 0.278± 0.0089 RJ  |
| d                                           | 0.055+0.043 −0.037 MJ  | 0.124             | 15.27429± 0.00017     | —           | —          | 0.1994± 0.0079 RJ |